# Vjacseszlav Jevgenyjevics Dajev
Vjacseszlav Jevgenyjevics Dajev (oroszul: Вячеслав Евгеньевич Даев; Tula, 1972. szeptember 6. –) orosz válogatott labdarúgó.

## Pályafutása

### Klubcsapatban
Tulában született. 1991-ben a Znamja Truda színeiben mutatkozott be. 1992-ben az Iszkra Szmolenszk, 1993 és 1994 között a Krisztall Szmolenszk együttesében játszott. 1995-ben a Krilja Szovetov Szamara csapatában szerepelt, 1996 és 1998 között az FK Baltika csapatát erősítette. 1999-től 2001-ig a Torpedo Moszkva játékosa volt. 2002-ben a CSZKA Moszkva színeiben megnyerte az orosz kupát. 2003 és 2004 között a Sinnyik Jaroszlavl játékosaként fejezte be a pályafutását.  

### A válogatottban
2001 és 2002 között 8 alkalommal játszott az orosz válogatottban. Részt vett a 2002-es világbajnokságon.

## Sikerei, díjai
CSZKA Moszkva
- Orosz kupa (1): 2001–02